# Asian Le Mans Series
Asian Le Mans Series – azjatycka seria wyścigów długodystansowych, powstała z inicjatywy Automobile Club de l'Ouest (ACO). Podobnie, jak w European Le Mans Series i w American Le Mans Series, w Asian LMS walczą dwa rodzaje pojazdów – prototypy LMP oraz samochody sportowe klasy GT – w przeciwieństwie jednak do serii Amerykańskiej, LMS składa się wyłącznie z długodystansowych wyścigów trwających przynajmniej 3 godzin jak w ELMS.

## Zwycięzcy sezonów Asian Le Mans Series
| Season | Zespół LMP1                      | Zespół LMP2                                  | Zespół LMGT1                              | Zespół LMGT2/GTE                            | Zespół GTC   |
| Season | Kierowca LMP1                    | Kierowca LMP2                                | Kierowca GT1                              | Kierowca GT2/GTE                            | Kierowca GTC |
| ------ | -------------------------------- | -------------------------------------------- | ----------------------------------------- | ------------------------------------------- | ------------ |
| 2009   | Sora Racing                      | OAK Racing/Team Mazda France                 | JLOC                                      | Hankook Team Farnbacher                     | Brak         |
| 2009   | Christophe Tinseau Shinji Nakano | Jacques Nicolet Matthieu Lahaye Richard Hein | Atsushi Yogō Hiroyuki Iiri                | Dominik Farnbacher Allan Simonsen           | Brak         |
| 2013   |                                  |                                              |                                           |                                             |              |
| Brak   | OAK Racing                       | Brak                                         | Team Taisan Ken Endless                   | AF Corse                                    |              |
| Brak   | David Cheng                      | Brak                                         | Naoki Yokomizo Akira Iida Shogo Mitsuyama | Andrea Bertolini Michele Rugolo Steve Wyatt |              |
| 2014   |                                  |                                              |                                           |                                             |              |
| Brak   | OAK Racing                       | Brak                                         | Craft-Bamboo Racing                       | AAI-Rstrada                                 |              |
| Brak   | David Cheng Ho-Pin Tung          | Brak                                         | Kevin Tse                                 | Chen Jun-san Tatsuya Tanigawa               |              |